# Epitaph
Epitaph – minialbum norweskiego zespołu metalowego In the Woods..., wydany w 2000 roku. 
Album był wydany na 7 calowej płycie winylowej. Zawiera jeden premierowy utwór ("Karmakosmetik") oraz przeróbkę utworu "Epitaph" z repertuaru grupy King Crimson.

## Lista utworów
1. "Epitaph" - 7:41
2. "Karmakosmetik" - 7:34

## Twórcy
- Christian Botteri - gitara basowa, śpiew
- Christopher Botteri - gitara
- Christer Andre Cederberg - gitara
- Anders Kobro - perkusja
- Jan Kennet Transeth - śpiew
- Synne Larsen - śpiew (sopran)